# Щапино (Камчатский край)
Щапино  — упразднённый посёлок в Мильковском районе Камчатского края России.
Расположен на левом берегу (в низовьях) реки Щапина.
Впервые поселение Шапин упоминается С. П. Крашенинниковым в XVIII веке. В 1896 году здесь было десять дворов, где проживали 54 камчадала. В то время щапинцы выступали проводниками для частых экспедиций по исследованию полуострова. В 1918 году от эпидемии оспы умерло треть населения Щапина.
В 1949 году в посёлок прибыли первые переселенцы из Омской области. Тогда же началось освоение лесных богатств окрестностей, был образован пункт леспромхоза имени Лазо, начался сплав леса.
Посёлок активно развивался. В 1957 году здесь было уже 200 строений и 12 улиц. Появились школа, больница, почта, клуб, пекарня, павильон бытового обслуживания, столовая, сберкасса. Издавалась газета «Трибуна лесника». Действовал аэродром. Щапино стало центральной базой лесозаготовителей, объёмы рубок резко возрастали. Число жителей достигло 4000 человек. Однако сырьевая база быстро истощилась, люди стали покидать посёлок. К началу 1979 года в посёлке оставалось всего пять человек.
15 ноября 1979 года Щапино было официально упразднено.